# Nitração de Zincke
A nitração de Zincke é uma reação orgânica na qual um substituinte bromado de um fenol ou cresol é substituído por um grupo nitro plo tratamento com ácido nitroso ou nitrito de sódio. A reação é uma manifestação de uma substituição nucleofílica aromática. A reação é recebe seu nome em homenagem a Theodor Zincke.
Dois exemplos:
e:
A nitração de Zincke não deve ser confundida com a reação de Zincke-Suhl ou a reação de Zincke.